# Seaside (Oregon)
Seaside is een plaats (city) in de Amerikaanse staat Oregon, en valt bestuurlijk gezien onder Clatsop County.

## Demografie
Bij de volkstelling in 2000 werd het aantal inwoners vastgesteld op 5900. In 2006 is het aantal inwoners door het United States Census Bureau geschat op 6187, een stijging van 287 (4,9%).

## Overleden
- Jimmie Lunceford (6 juni 1902 - 12 juli 1947), jazz-saxofonist

## Geografie
Volgens het United States Census Bureau beslaat de plaats een oppervlakte van 10,4 km², waarvan 10,0 km² land en 0,4 km² water.

## Plaatsen in de nabije omgeving
De onderstaande figuur toont nabijgelegen plaatsen in een straal van 32 km rond Seaside.